# WDR68
WDR68‏ (DDB1 and CUL4 associated factor 7) هوَ بروتين يُشَفر بواسطة جين WDR68 في الإنسان.